# 奧赫特爾卡
奥赫特尔卡（羅馬化：Okhtyrka，發音：[oxˈtɪrkɐ] ⓘ）又按俄语名译为阿赫特尔卡，是乌克兰東北部蘇梅州奥赫特尔卡区奥赫特尔卡市镇内的城市，为该区及该市镇的行政中心（该市在2020年7月18日前为该州的州辖市，并不在该区的管辖范围内）。該市位於沃爾斯克拉河左岸，始建於17世紀，面積31.86平方公里，海拔高度110米，2022年人口数量为46,660人。

## 歷史

### 俄羅斯入侵烏克蘭
2022年俄羅斯入侵烏克蘭期間，該市爆發了戰鬥。俄軍在2月24日接近該市，市內多處被轟炸。3月24日，該市獲得「乌克兰英雄城市」稱號。

## 图集

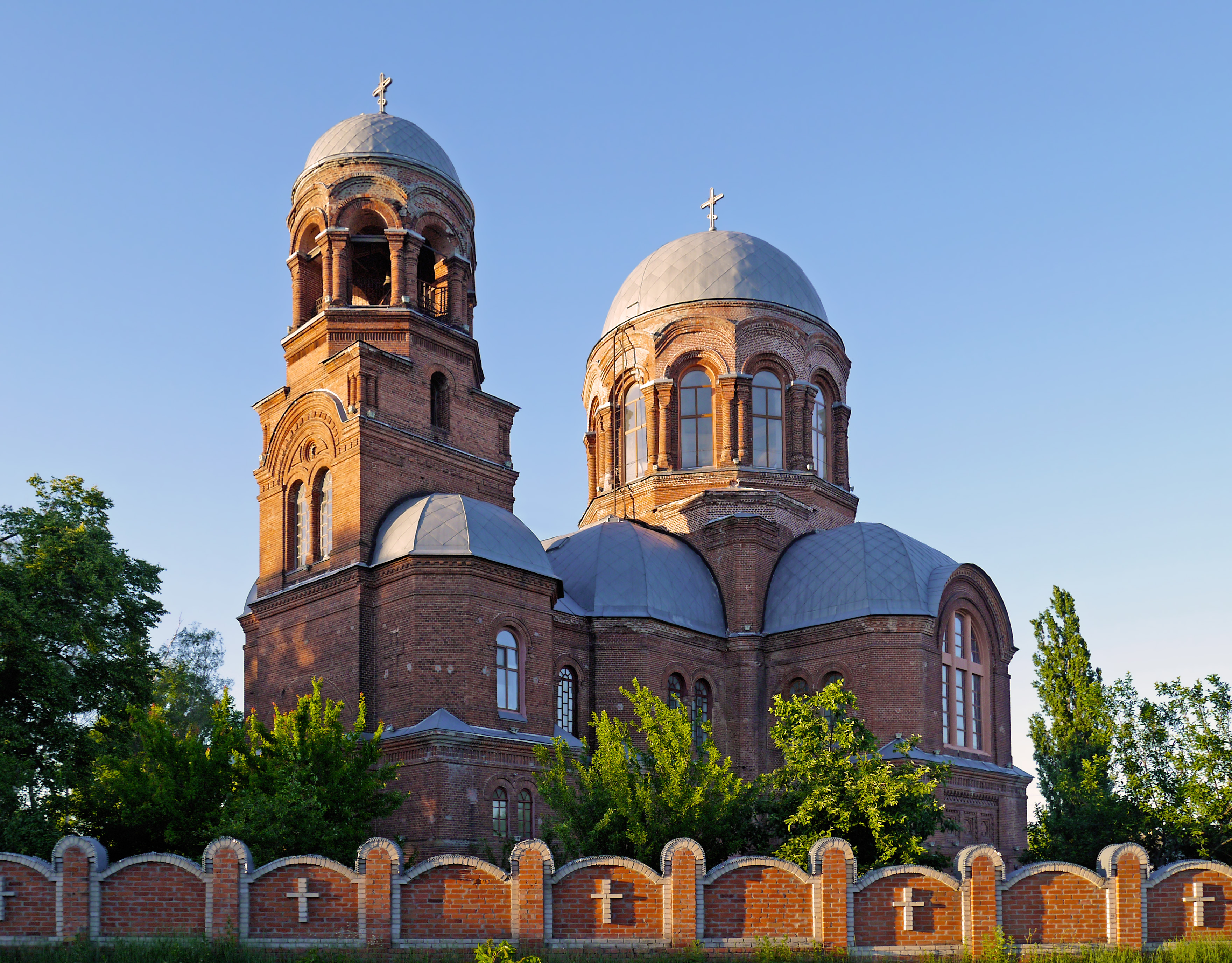
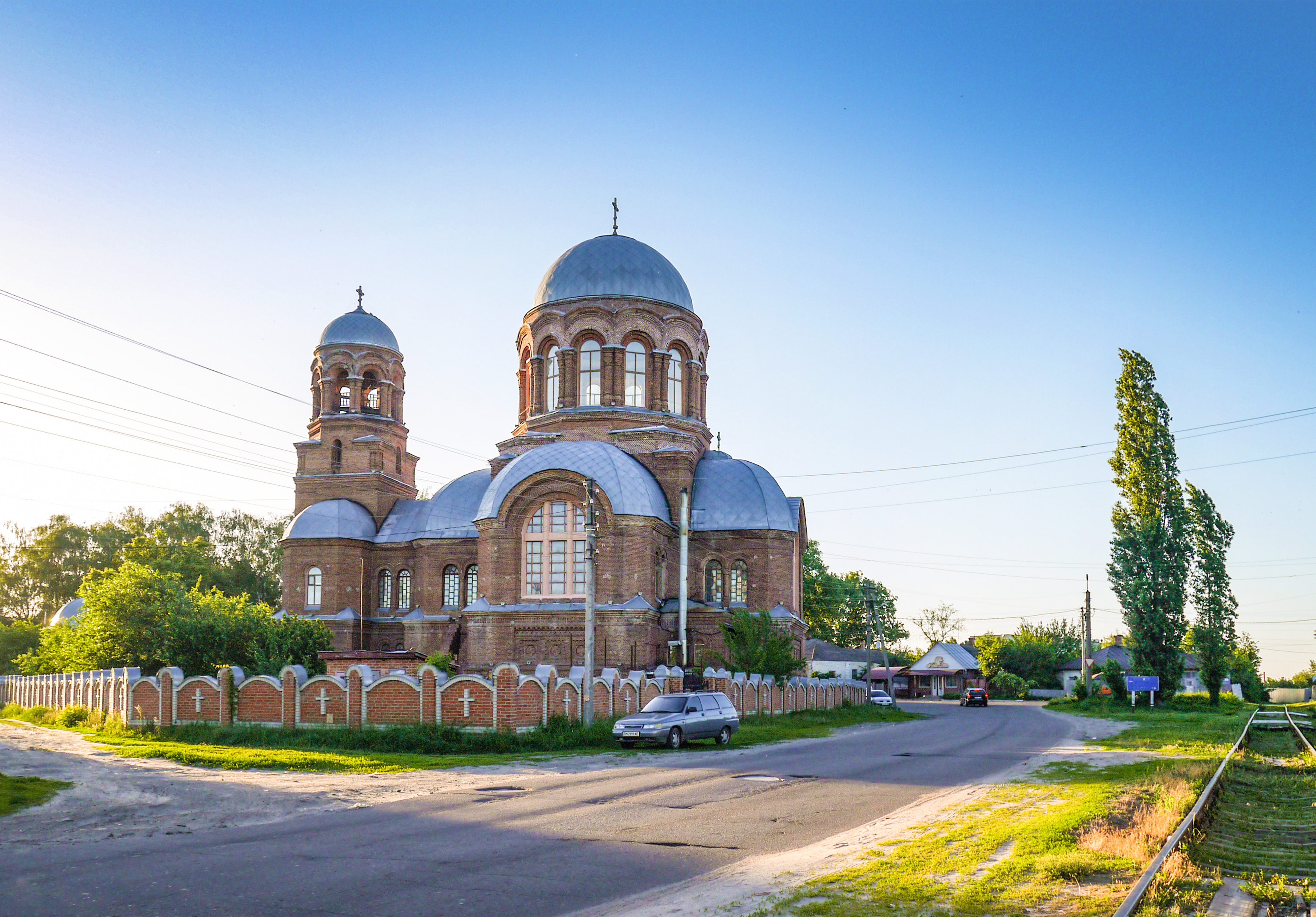
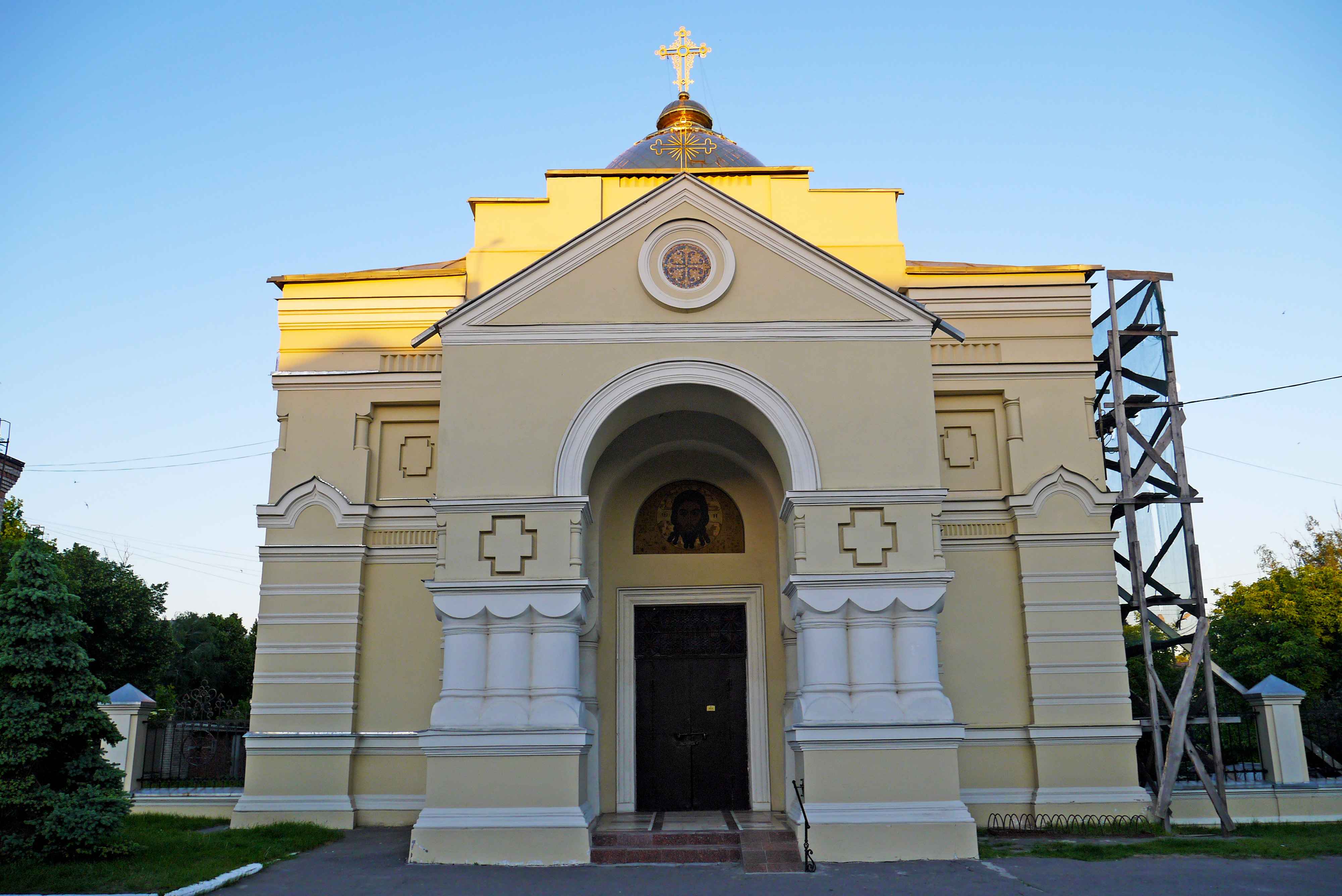
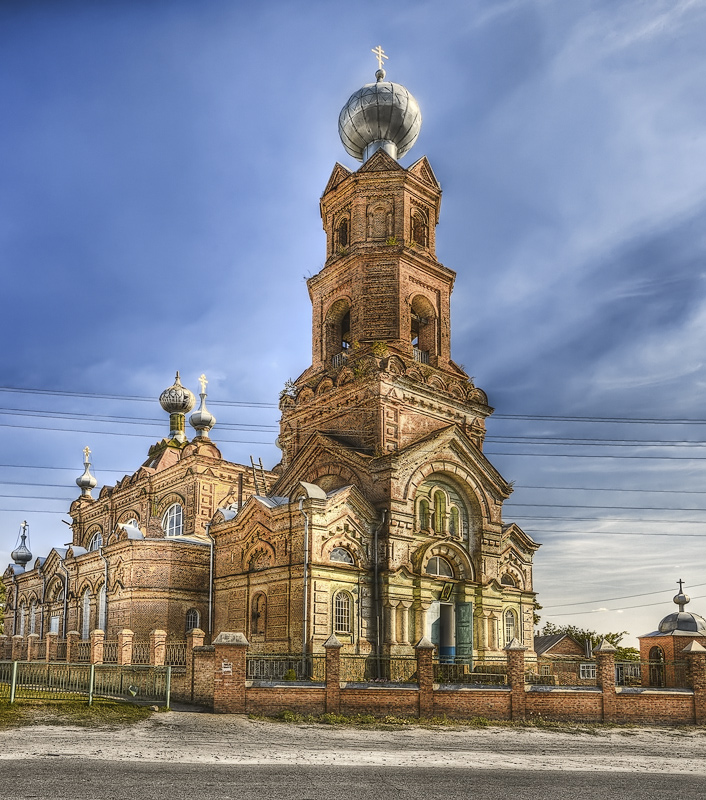
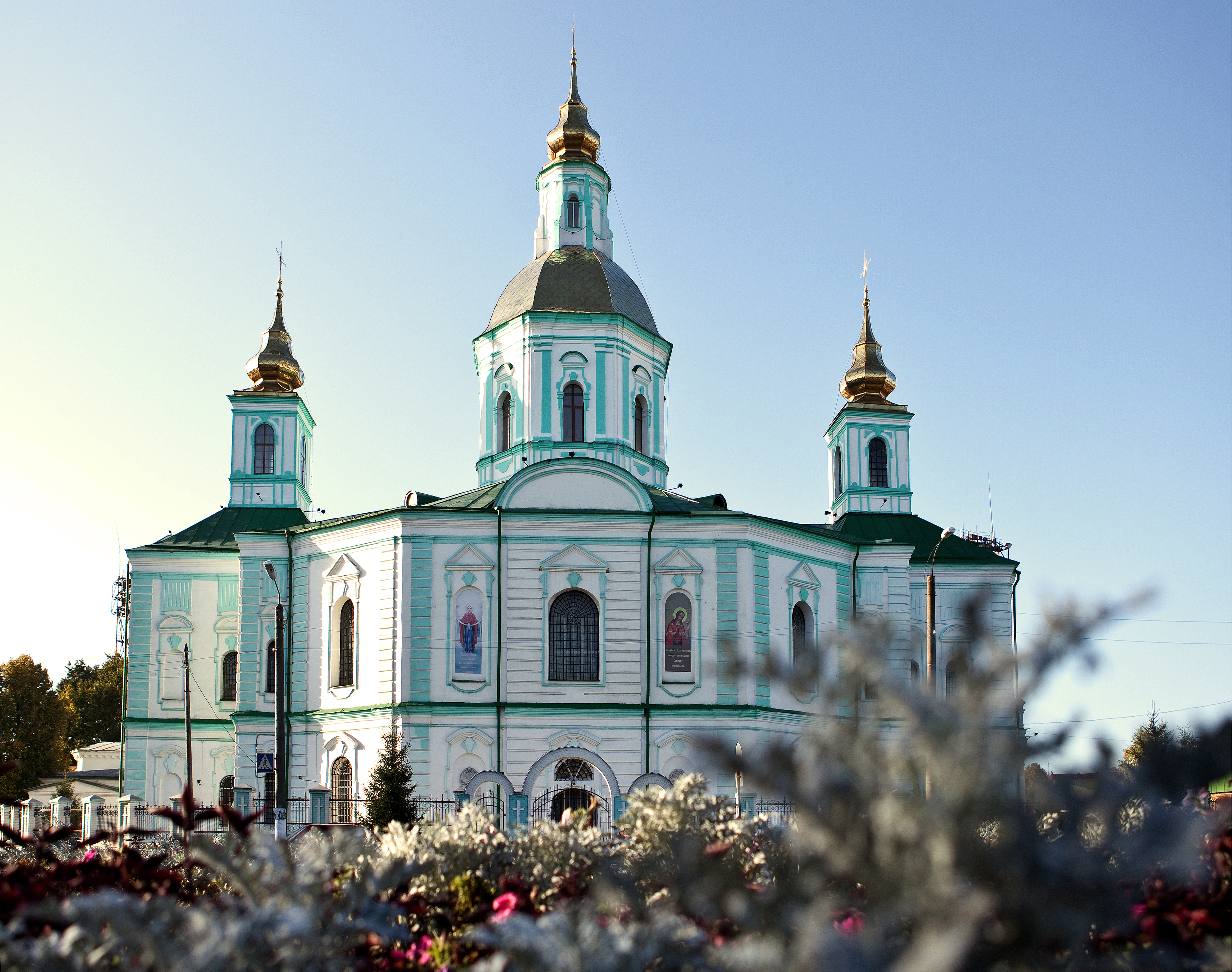
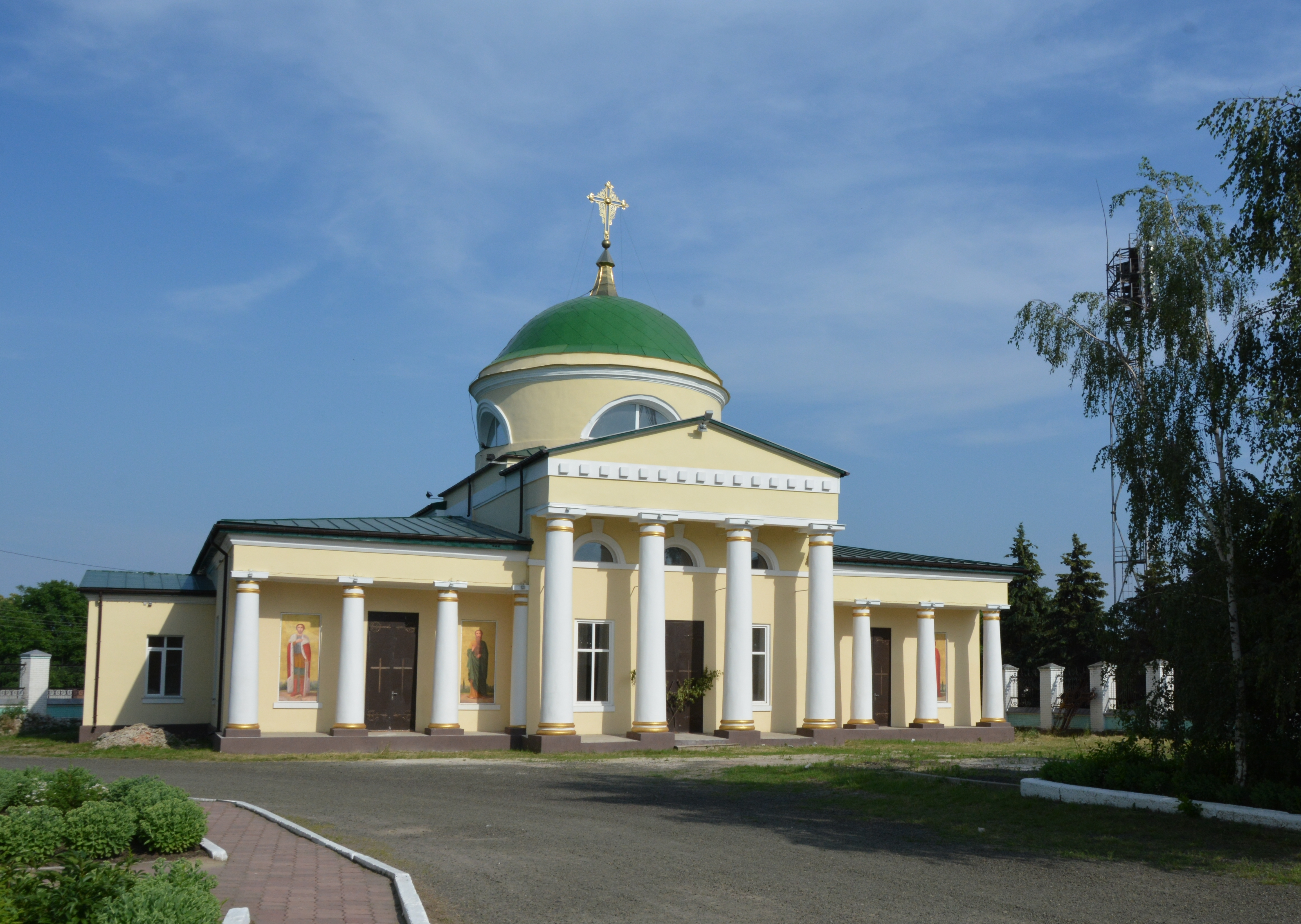
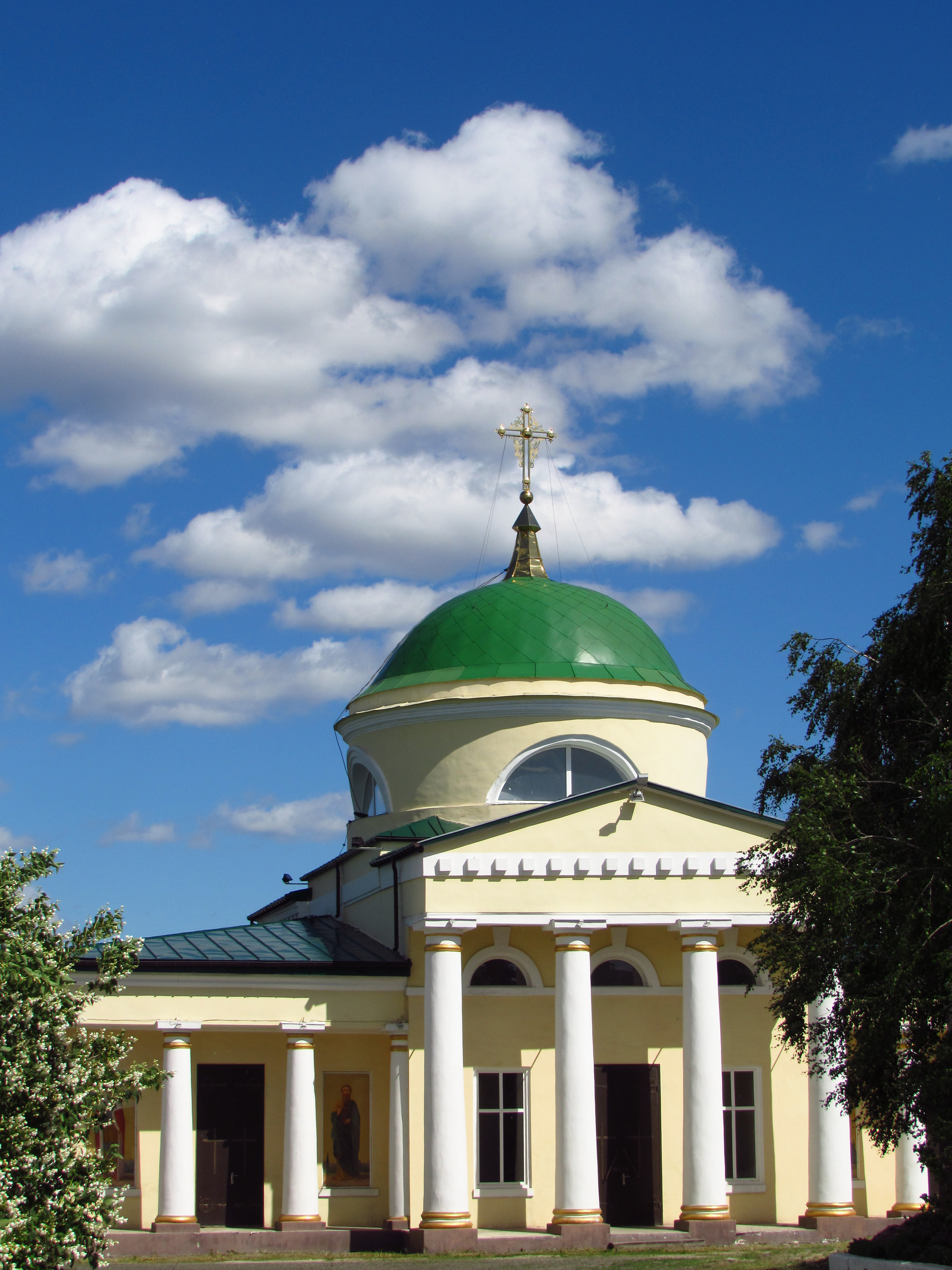
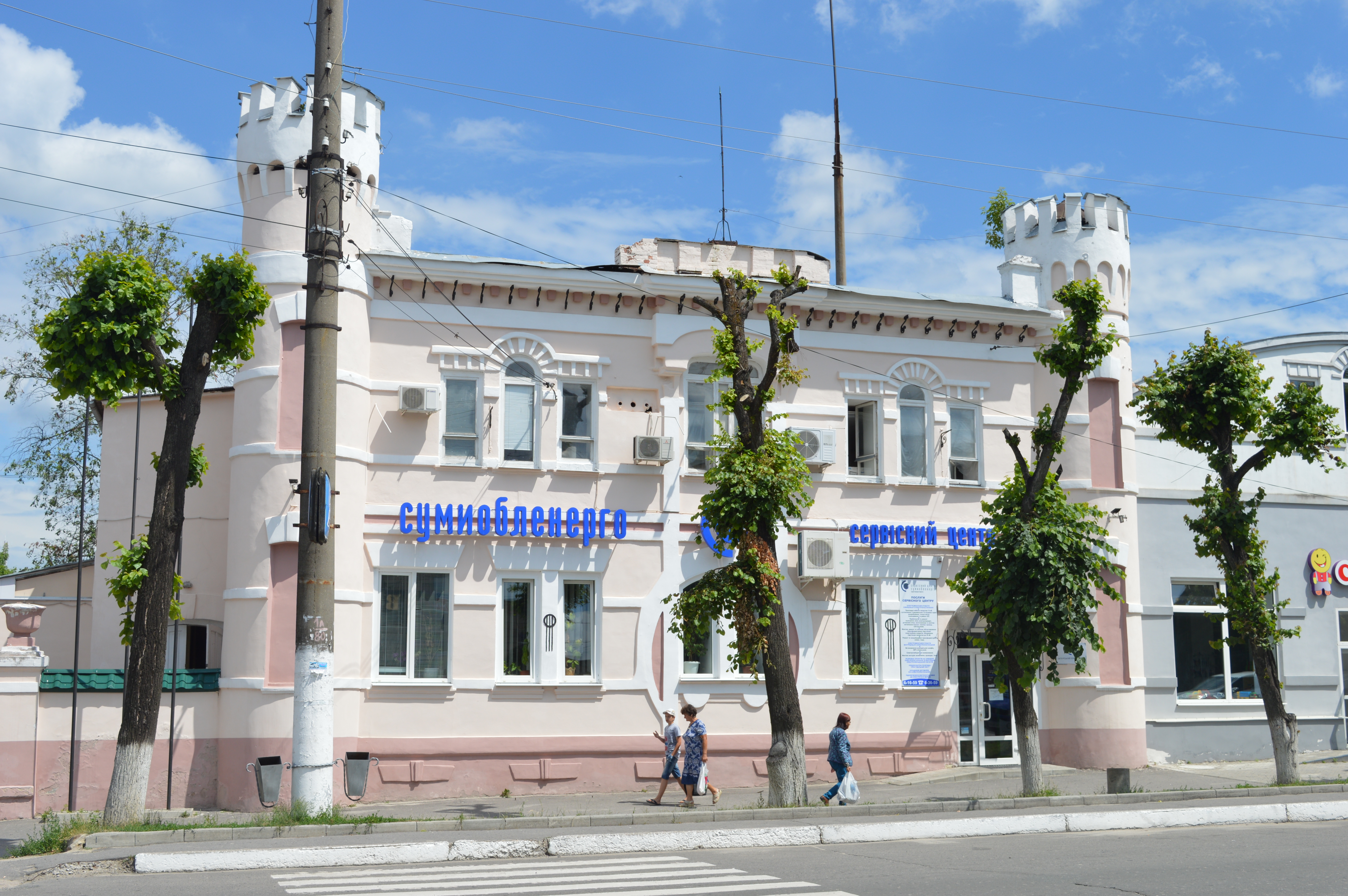
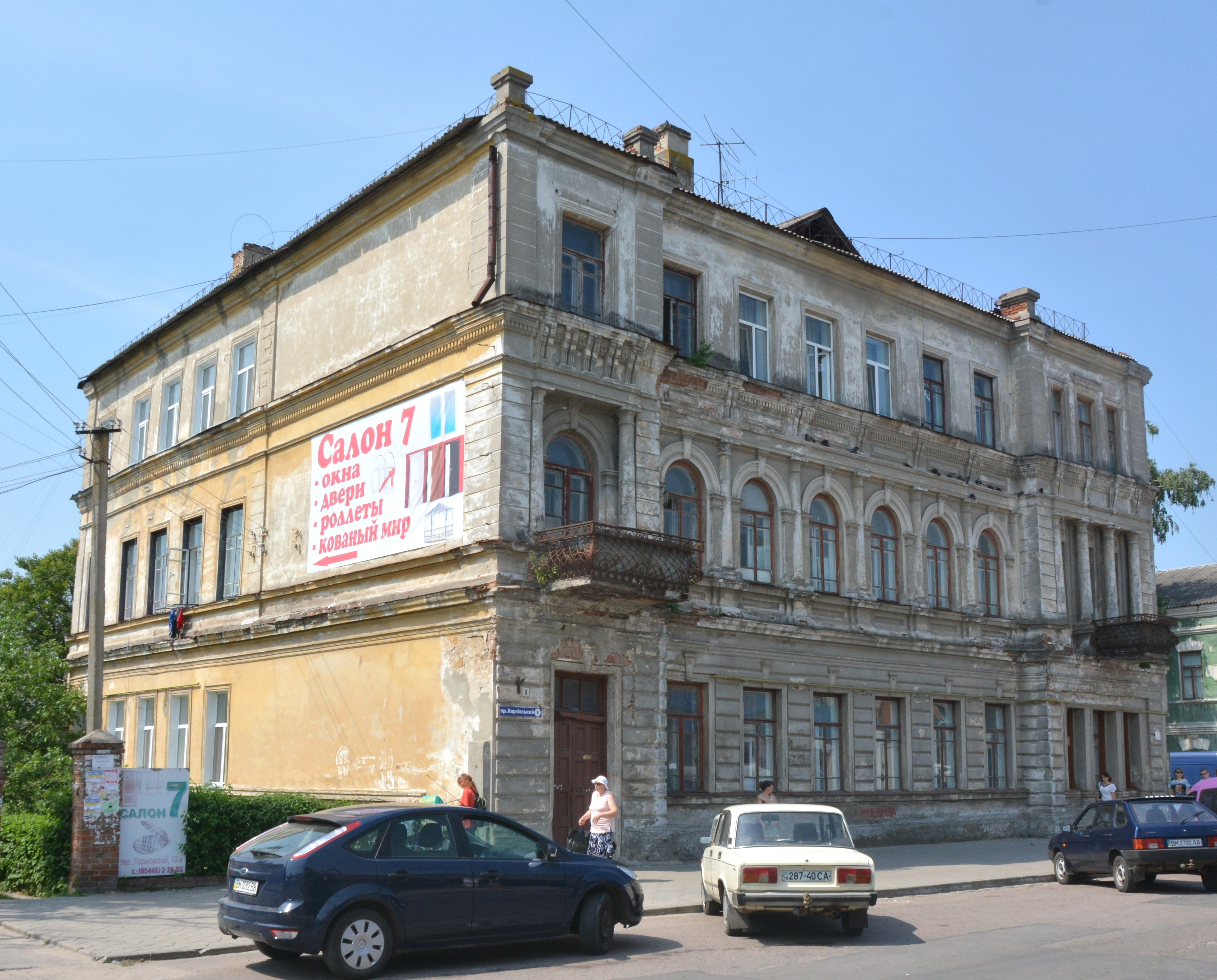
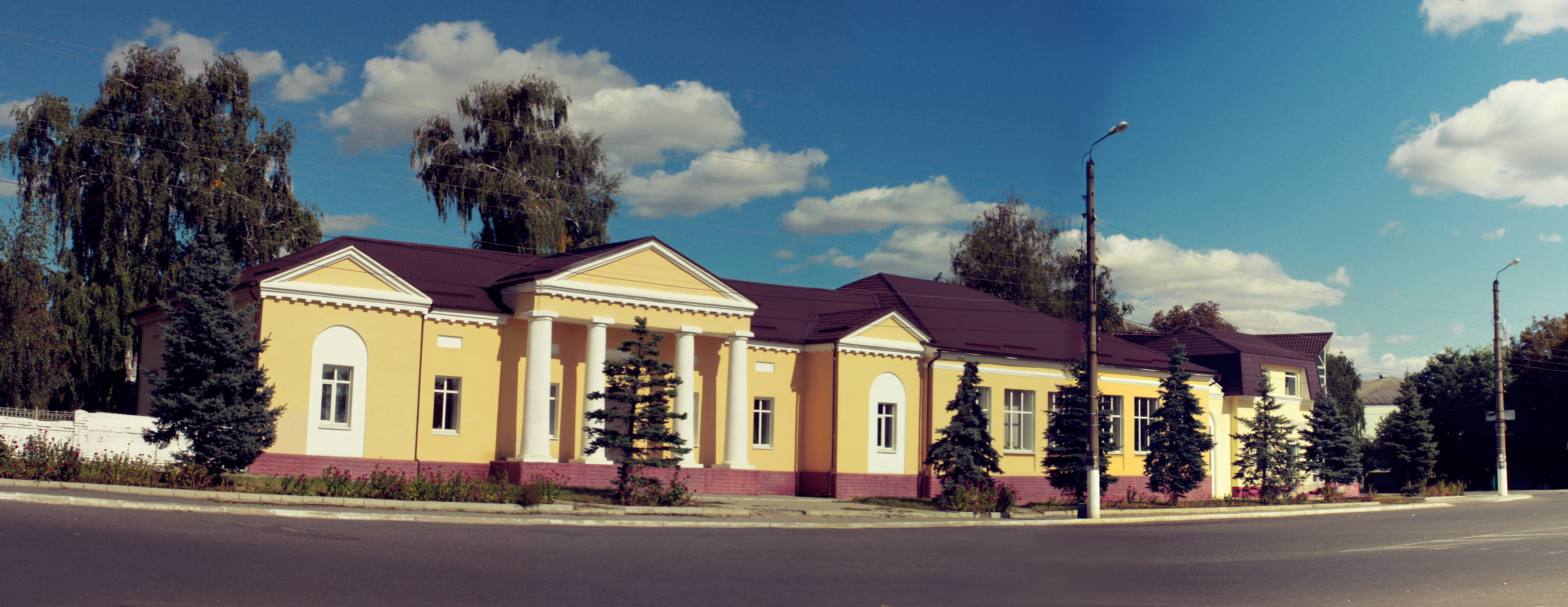
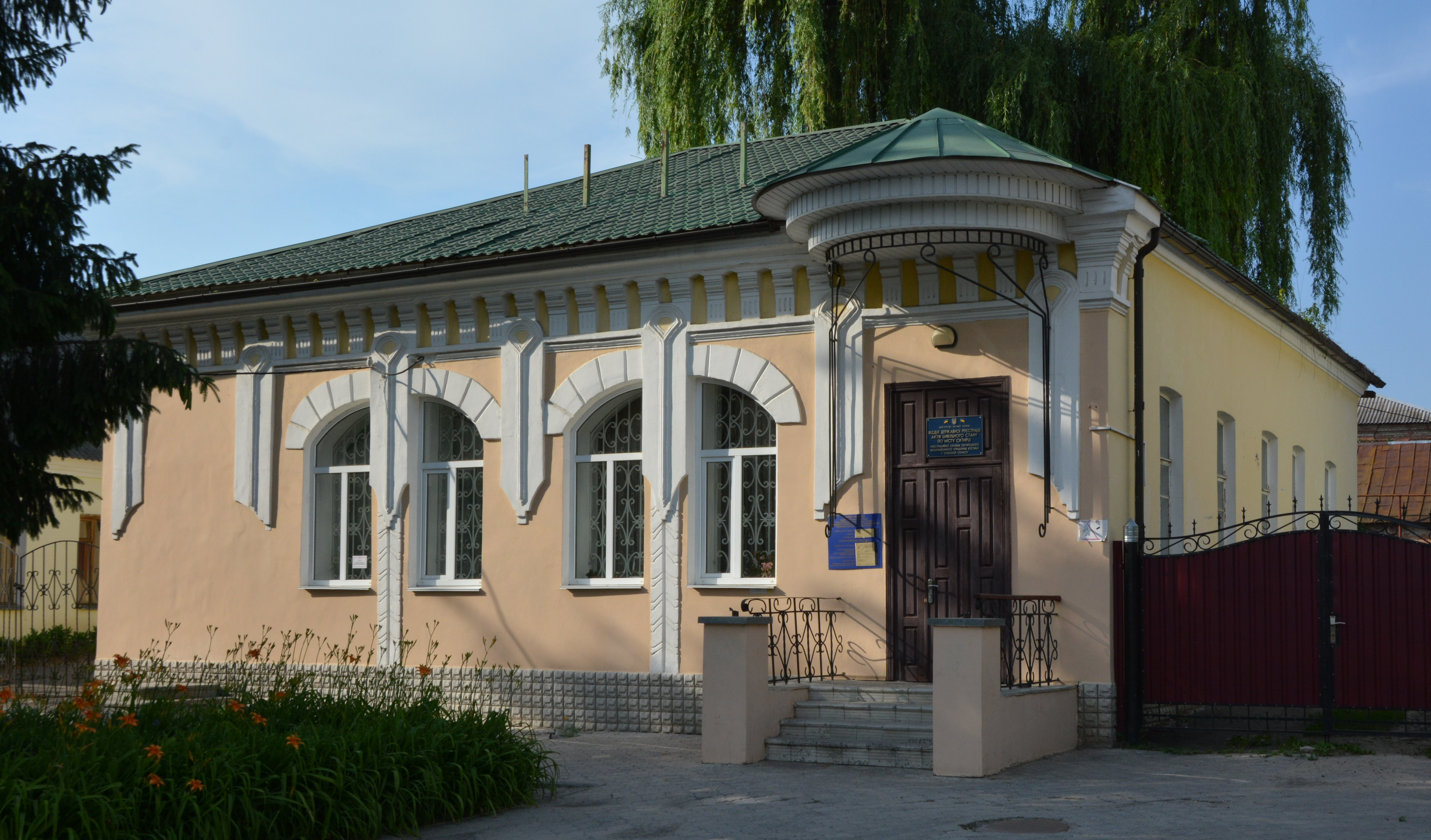
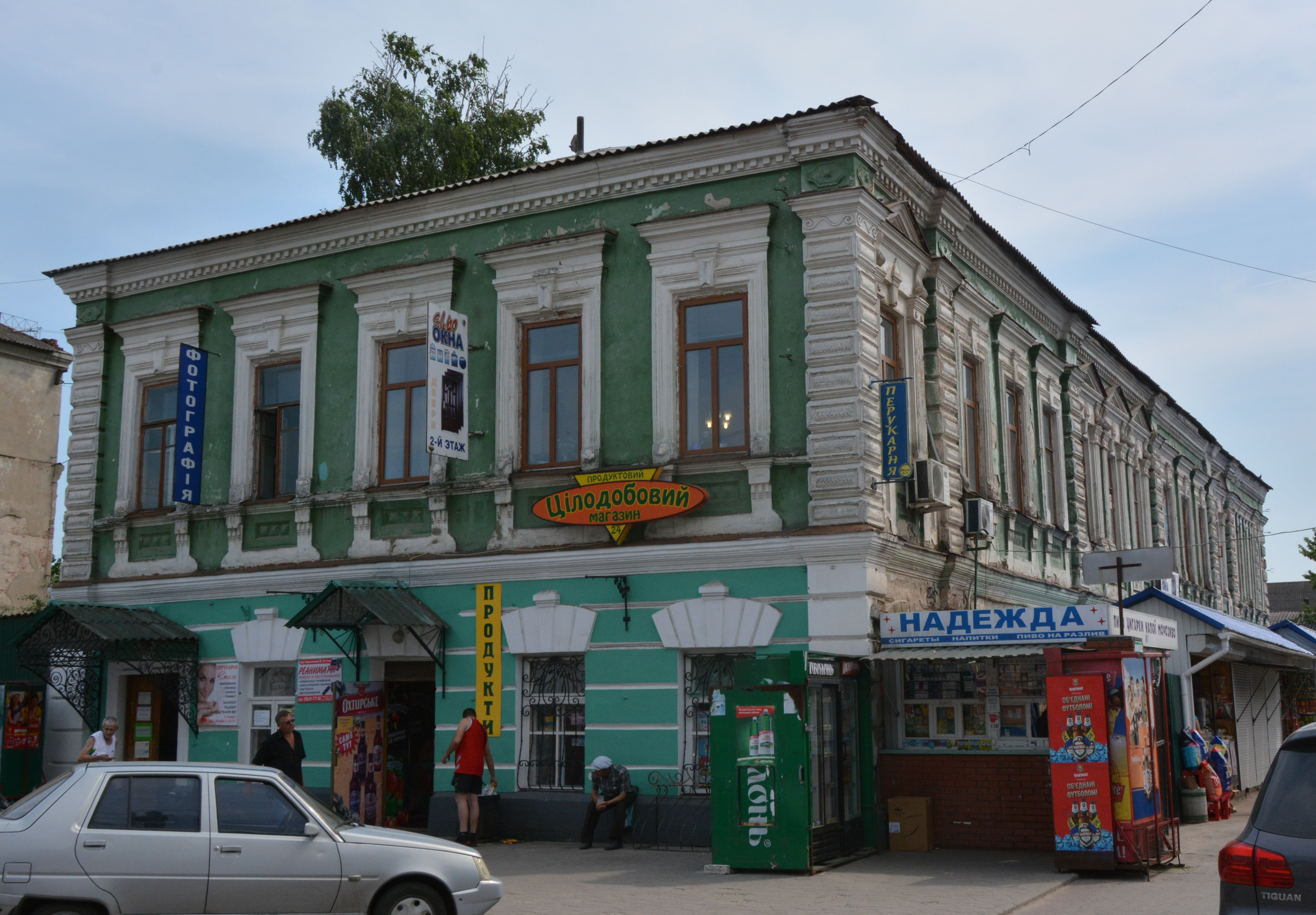
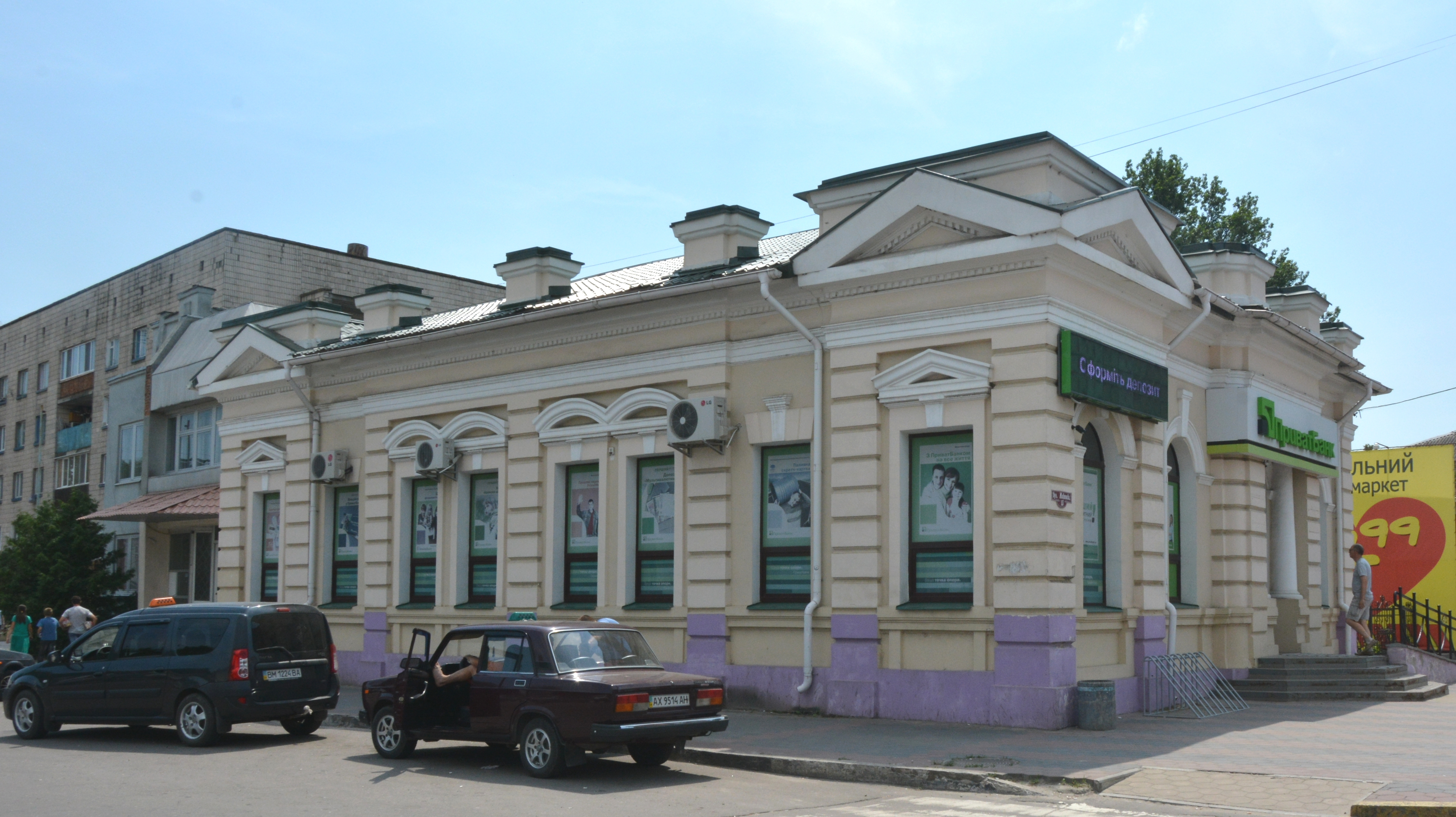
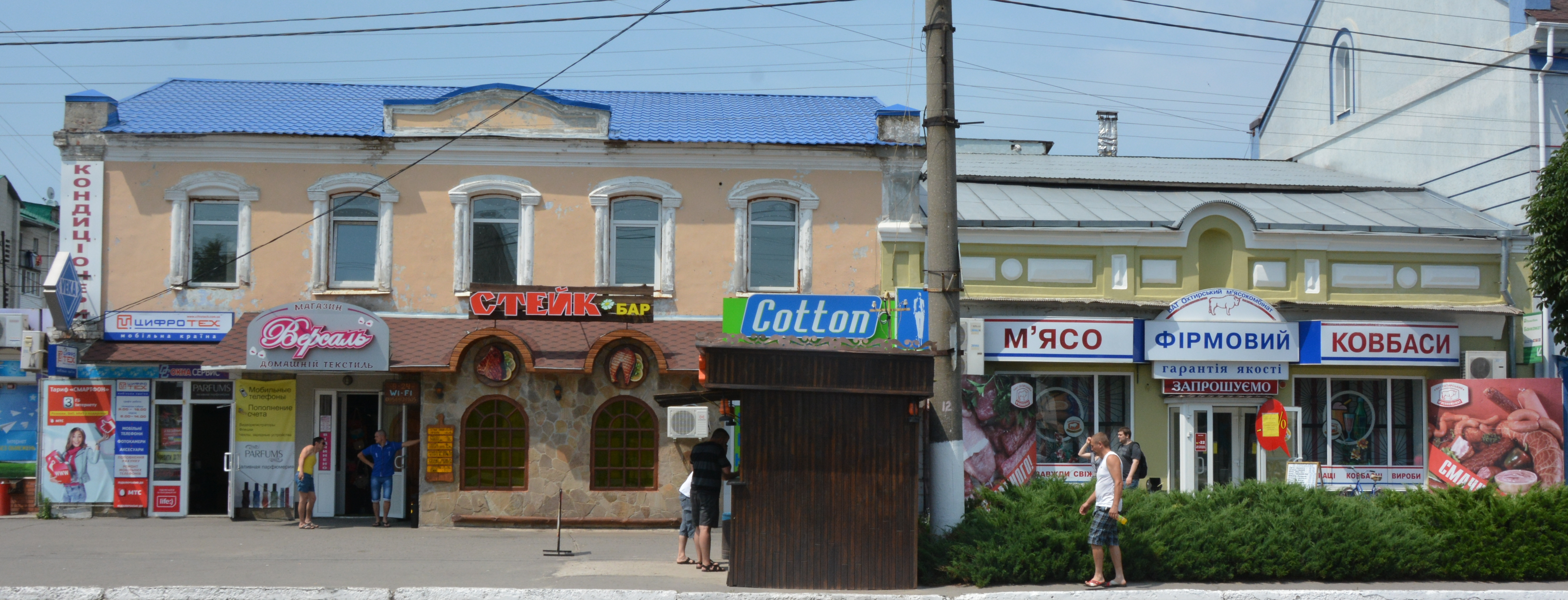
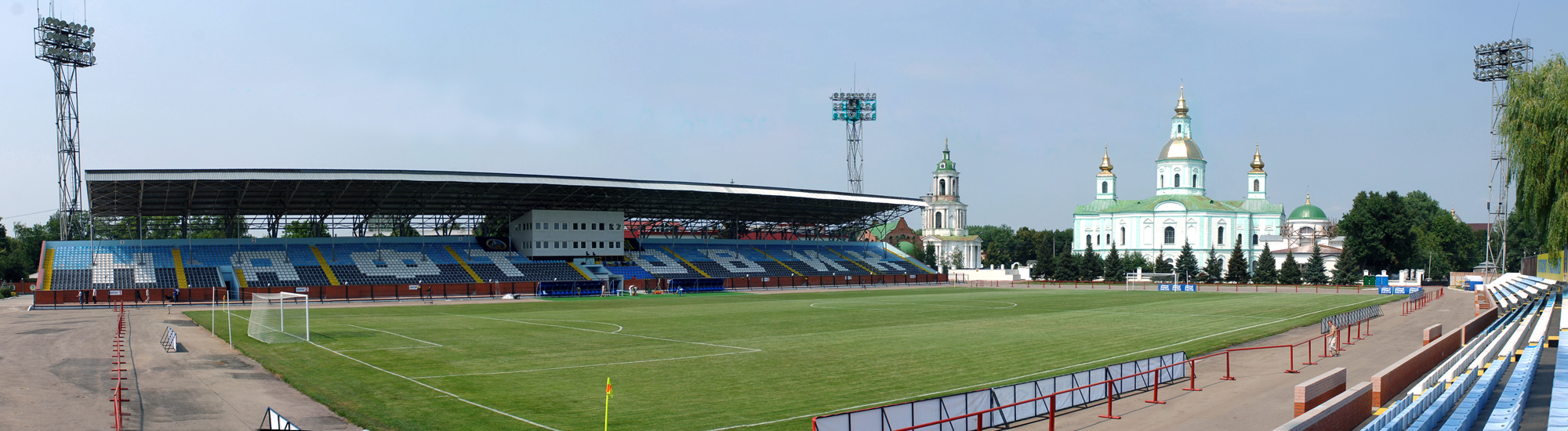